# Thessaloniki Challenger 1982
Il Thessaloniki Challenger 1982 è stato un torneo di tennis facente parte della categoria ATP Challenger Series nell'ambito dell'ATP Challenger Series 1982. Il torneo si è giocato a Salonicco in Grecia dal 21 al 27 settembre 1982 su campi in terra rossa.

## Vincitori

### Singolare
Nduka Odizor ha battuto in finale  Gianni Ocleppo con il punteggio di 6–3, 7–6

### Doppio
John Feaver /  Nduka Odizor hanno battuto in finale  Peter Bastiansen /  Michael Mortensen con il punteggio di 7–6, 7–6